# L'Albatross - Oltre la tempesta
L'Albatross - Oltre la tempesta (White Squall) è un film del 1996 diretto da Ridley Scott.
Il film è basato su una storia realmente accaduta.

## Trama
Il film si basa sul destino del brigantino Albatross, affondato il 2 maggio 1961, presumibilmente a causa di una tempesta bianca. Il film racconta la sfortunata gita scolastica in barca a vela guidata dal dottor Christopher B. Sheldon, che i ragazzi chiamano "Skipper". È un duro e insegna loro la disciplina. Stringe un legame con il benestante Chuck Gieg, il ricco ragazzo problematico Frank Beaumont, il timido Gil Martin e il cattivo ragazzo Dean Preston. I primi giorni si scopre che Gil soffre di acrofobia quando non riesce a soccorrere Chuck, che sta soffocando e che è rimasto impigliato dopo essere scivolato da un albero. Viene invece salvato dal comandante Sheldon, mentre a Gil viene ordinato di arrampicarsi sulle corde, cosa che alla fine non è in grado di fare, quindi gli viene assegnato un servizio limitato a bordo.
L'atteggiamento snob di Frank lo porta a scontrarsi con la maggior parte dei ragazzi. Una notte, nelle loro cuccette, Gil si confida con Chuck sulla sua travagliata vita domestica, cosa che Frank ascolta e si identifica con lui.
Dopo molte disavventure sulla terraferma e sulla nave, i ragazzi iniziano a prendere sul serio gli insegnamenti di Skipper e a comportarsi come veri compagni di bordo, formando legami più forti.
Alla fine, il brigantino si ferma a terra e i ragazzi si congedano sulla terraferma. Il ricco padre e la madre di Frank gli fanno una visita a sorpresa mentre l'equipaggio è in porto. Frank è sconvolto dal cattivo tempismo della visita da parte dei suoi genitori prepotenti, e si separa dai ragazzi e dai loro festeggiamenti quando i genitori gli impongono di andare a mangiare una bistecca con loro. Padre e figlio finiscono per fare a pugni e si allontanano ulteriormente. Frank beve e va alla festa, ma viene scortato fuori da Chuck, Gil e Dean.
Dopo una notte di festeggiamenti, l'equipaggio riprende il mare il giorno successivo. Quando il brigantino incontra un banco di delfini, Frank, ancora arrabbiato con il padre, sfoga la sua rabbia sparando a uno dei delfini con un arpione. Skipper chiede a Frank di porre fine alle sofferenze dell'animale, ma lui non riesce a farlo, così lo uccide, poi dice a Frank che è stato espulso dal programma e lo fa sbarcare nel porto successivo. Il giorno della partenza, Frank si scusa con Skipper per l'incidente sulla barca e viene salutato da Gil, che trova il coraggio di arrampicarsi sulle corde per suonare la campana per Frank, che simboleggia "Dove va uno, vanno tutti".
Poco dopo, mentre è in mare, il brigantino incontra una strana tempesta di piogge bianche. L'imbarcazione viene sbattuta dal mare e i ragazzi cercano di mettere in pratica ciò che Skipper ha insegnato loro per sopravvivere a questa terribile prova. La maggior parte di loro riesce ad abbandonare la nave, ma Gil, Dean, la moglie del capitano e il cuoco Girard Pascal annegano tutti.
Quando i sopravvissuti vengono salvati e raggiungono la terraferma, Skipper viene processato e i potenti genitori di Frank chiedono la revoca della sua licenza. Alla fine, Skipper si rifiuta di permettere che qualcun altro venga incolpato del disastro e si assume la responsabilità, ma tutti i suoi ex studenti lo difendono e Frank si rivolta contro i suoi genitori prepotenti per sostenere Skipper, mentre tutti i ragazzi lo abbracciano. I titoli di coda spiegano che in realtà sono morte sei persone in totale (quattro studenti) e dedicano il film a loro.

## Produzione
Gran parte del film venne girata nei Caraibi.
Inizialmente per le musiche venne scelto Maurice Jarre, ma venne in seguito sostituito da Hans Zimmer e Jeff Rona. Tuttavia Zimmer non riuscì a impegnarsi seriamente a causa di impegni e gran parte delle musiche vennero composte da Jeff Rona.

## Accoglienza
Il film venne accolto piuttosto benevolmente dalla critica. Ricevette infatti il 62% di recensioni positive sulla base di 34 recensioni sul sito Rotten Tomatoes. Il critico Roger Ebert gli diede tre stelle su cinque.
La pellicola, come la precedente di Scott, 1492 - La conquista del paradiso, fu però un flop al botteghino: con ben 38 milioni di budget, ne guadagnò solo poco più di 10 milioni.